# Kościół św. Maksymiliana Marii Kolbego w Tarnowie
Kościół świętego Maksymiliana Marii Kolbego w Tarnowie – rzymskokatolicki kościół parafialny należący do parafii pod tym samym wezwaniem (dekanat Tarnów Południe diecezji tarnowskiej).

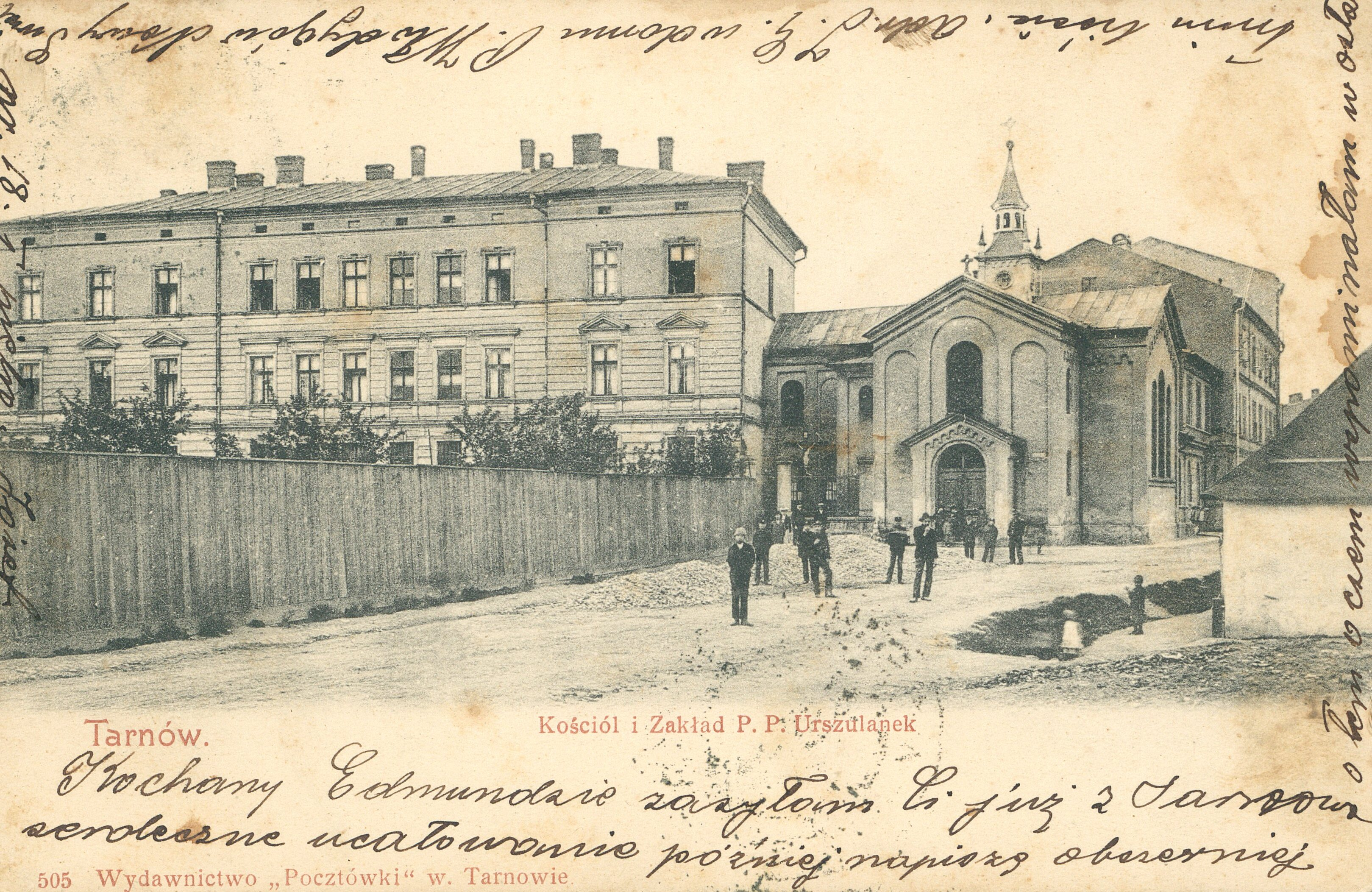
Kaplica klasztorna sióstr Urszulanek (karta pocztowa z 1904)

Budowę obecnej, dwupoziomowej świątyni rozpoczęto po erygowaniu parafii w 1979 roku. Kościół powstał na miejscu poświęconej w 1878 roku kaplicy klasztornej sióstr Urszulanek pod wezwaniem Najświętszego Serca Pana Jezusa, która została rozebrana. W dniu 2 kwietnia 1989 roku kościół został konsekrowany przez biskupa tarnowskiego Jerzego Ablewicza. 
Projekt architektoniczny kościoła stworzyli Józef Dutkiewicz i Jerzy Stanisz. Witraże wykonano według projektu Józefa Furdyny, natomiast brązowe drzwi oraz nastawa ołtarzowa są dziełem Bronisława Chromego.. Powierzchnia świątyni to około 450 metrów kwadratowych. Świątynia nie jest orientowana. W dniu 5 maja 2018 r. w dolnym, wyremontowanym, kościele została poświęcona i wprowadzona kopia cudownego obrazu Matki Bożej Łaskawej ze Lwowa.